# Anivorano Nord

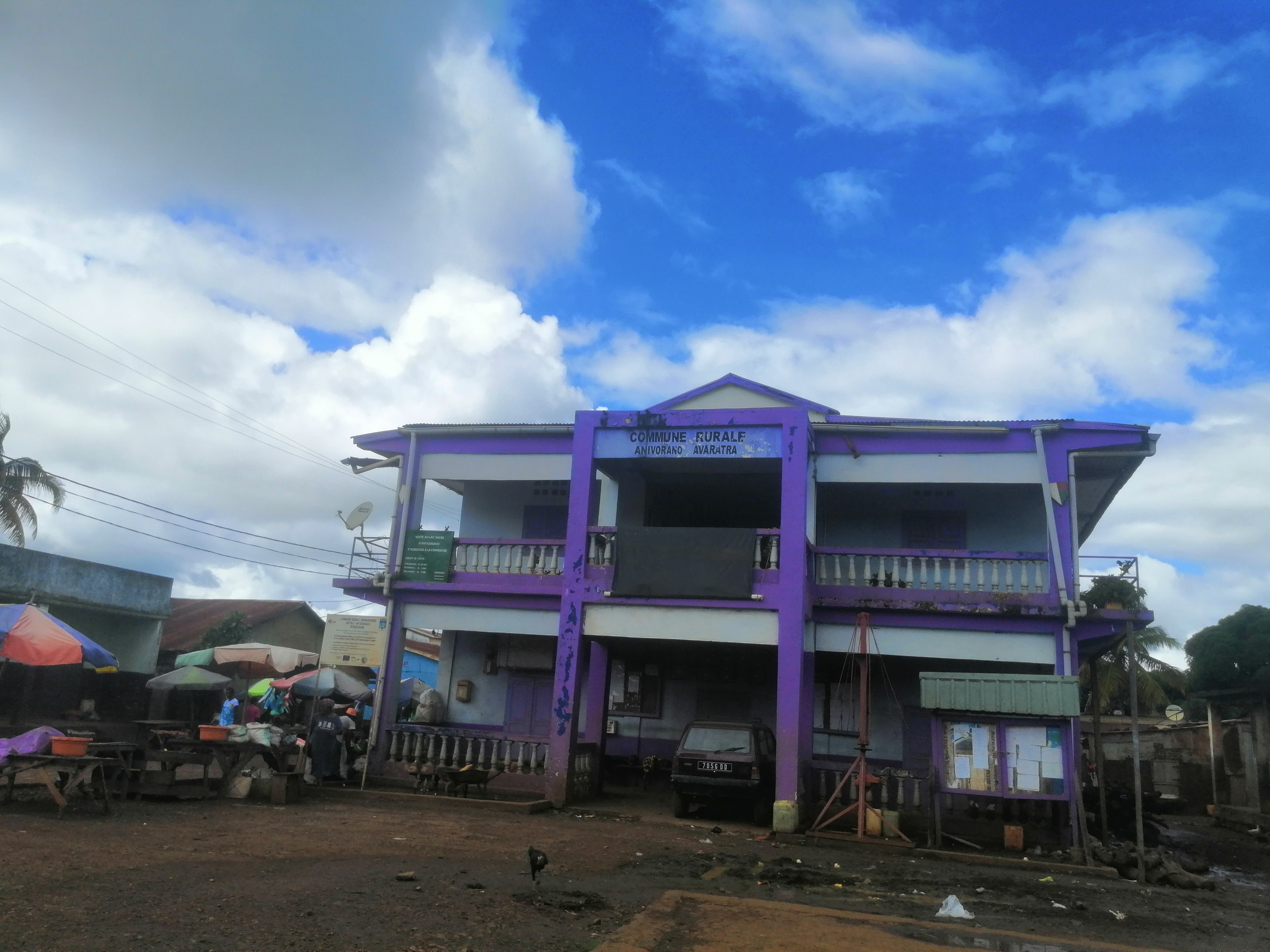
Anivorano-Nord

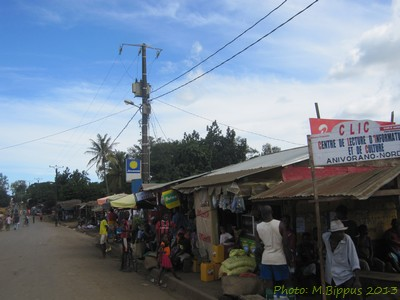
Anivorano nord _Antsiranana II_Madagascar

Anivorano Nord ou Anivorano Avaratra est une commune rurale (Kaominina), du nord de Madagascar, dans la province de Diego-Suarez, dans le district d'Antsiranana II.

## Géographie
Anivorano Nord  se situe à la Route Nationale 6 à 74 km Sud Diego Suarez et à 69 km Nord d'Ambilobe. Entre Andrafiabe  et Ambilobe.
Elle a une superficie de 610 km2 dont 17 000 hectares irrigables et 5 000 hectares irriguées (2001).  

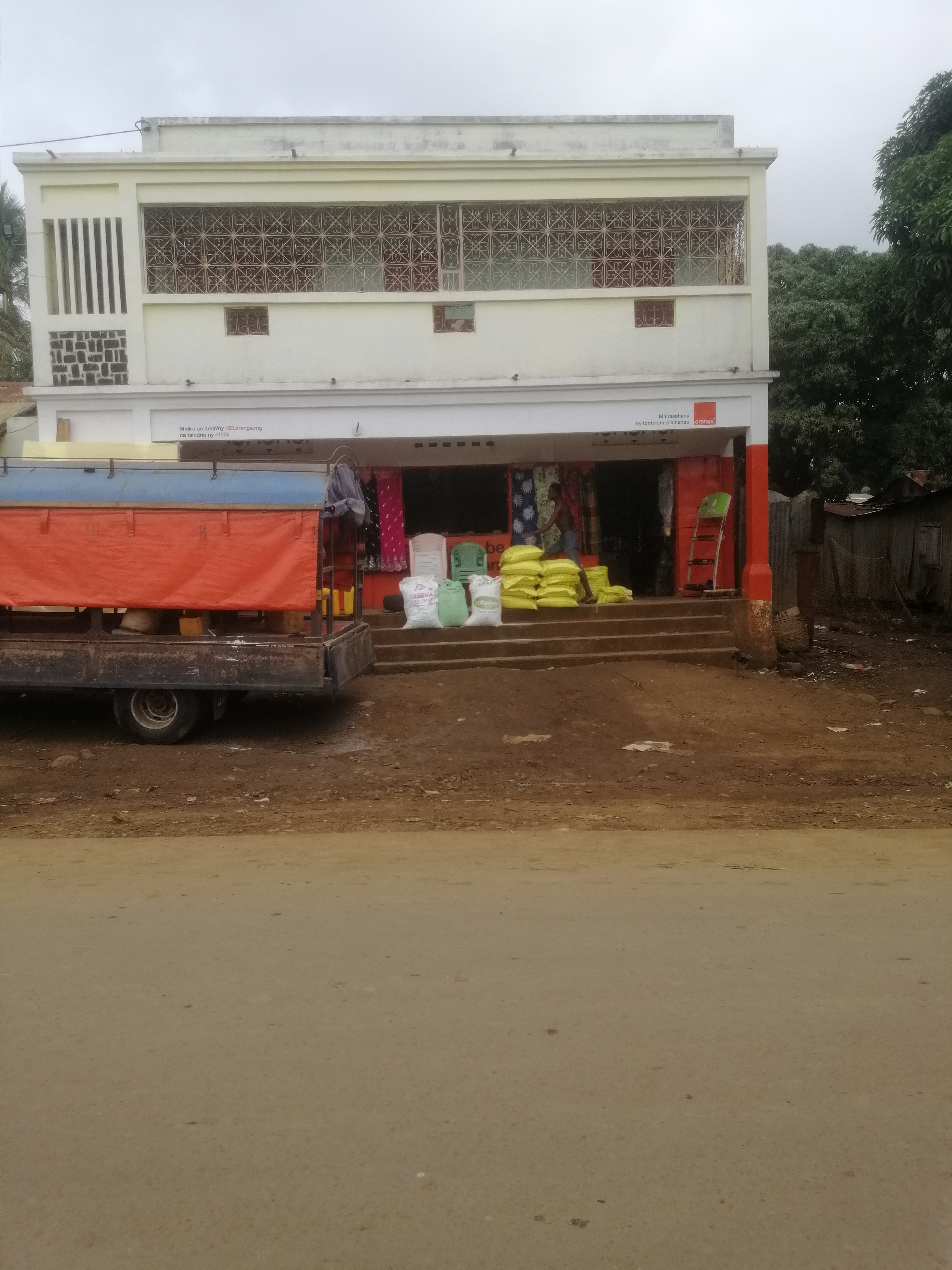
magasin sefo arabo Anivorano

La commune est composée de 16 fokontany, à savoir Anivorano I, Anivorano II et Anivorano III qui sont en plein centre du chef-lieu de commune, les autres sont dans les périphériques : 
- au nord : Ambalafary scama, Marovato scama, Beanamalao[4]
- au sud : Marotaolana, Ambondromifehy, Mahatsara, Andrafiabe
- à l'ouest : Ampasimbengy Marovato Ivanga

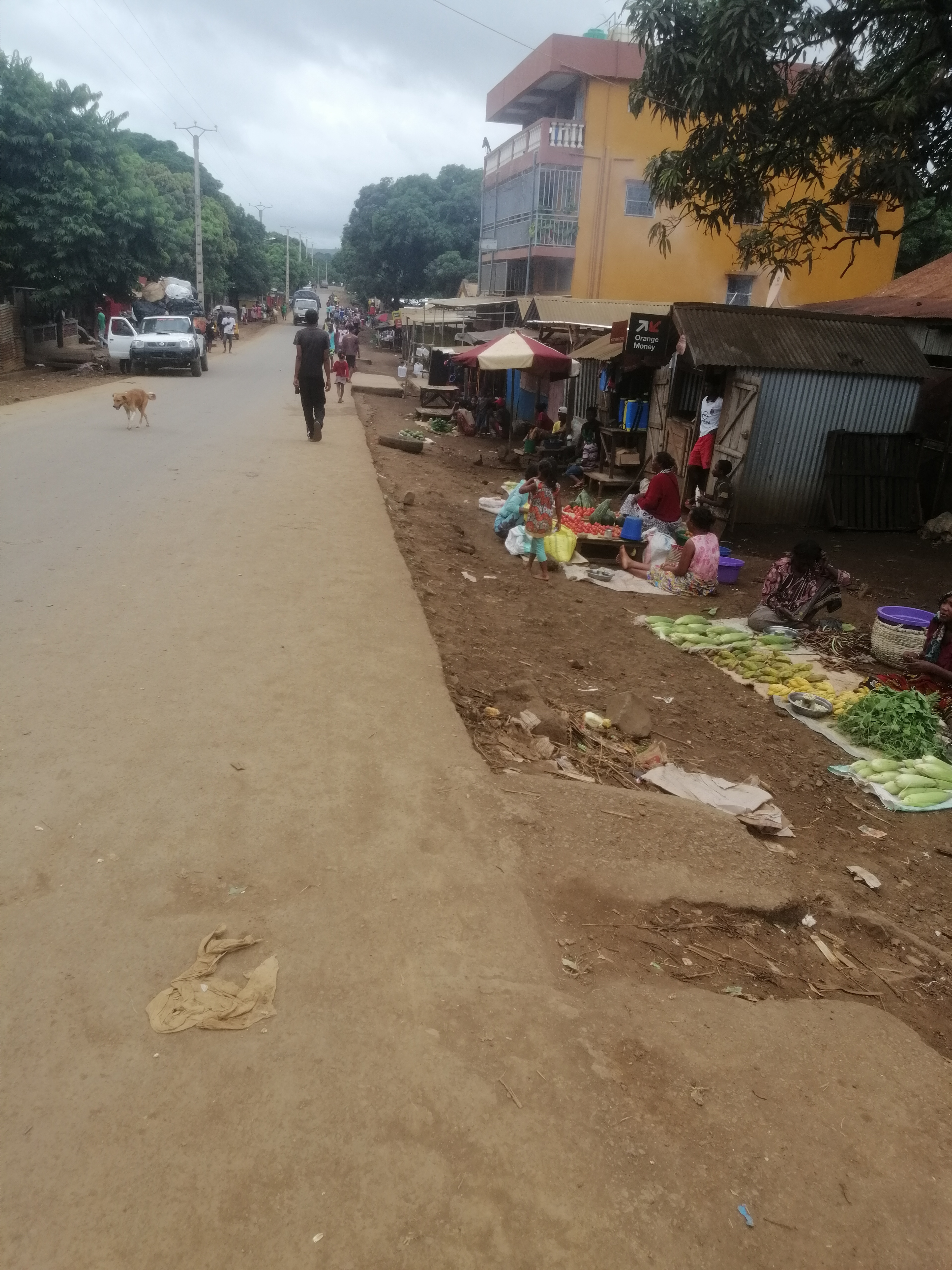
vers parcage anivorano

Elle est délimitée au Nord par la rivière d'Antsahalalina, au Sud par la rivière de Besaboba, à l'est par la réserve d'Analamerana Est et à l'ouest par la forêt d'Ambre ou Ambohitry. 

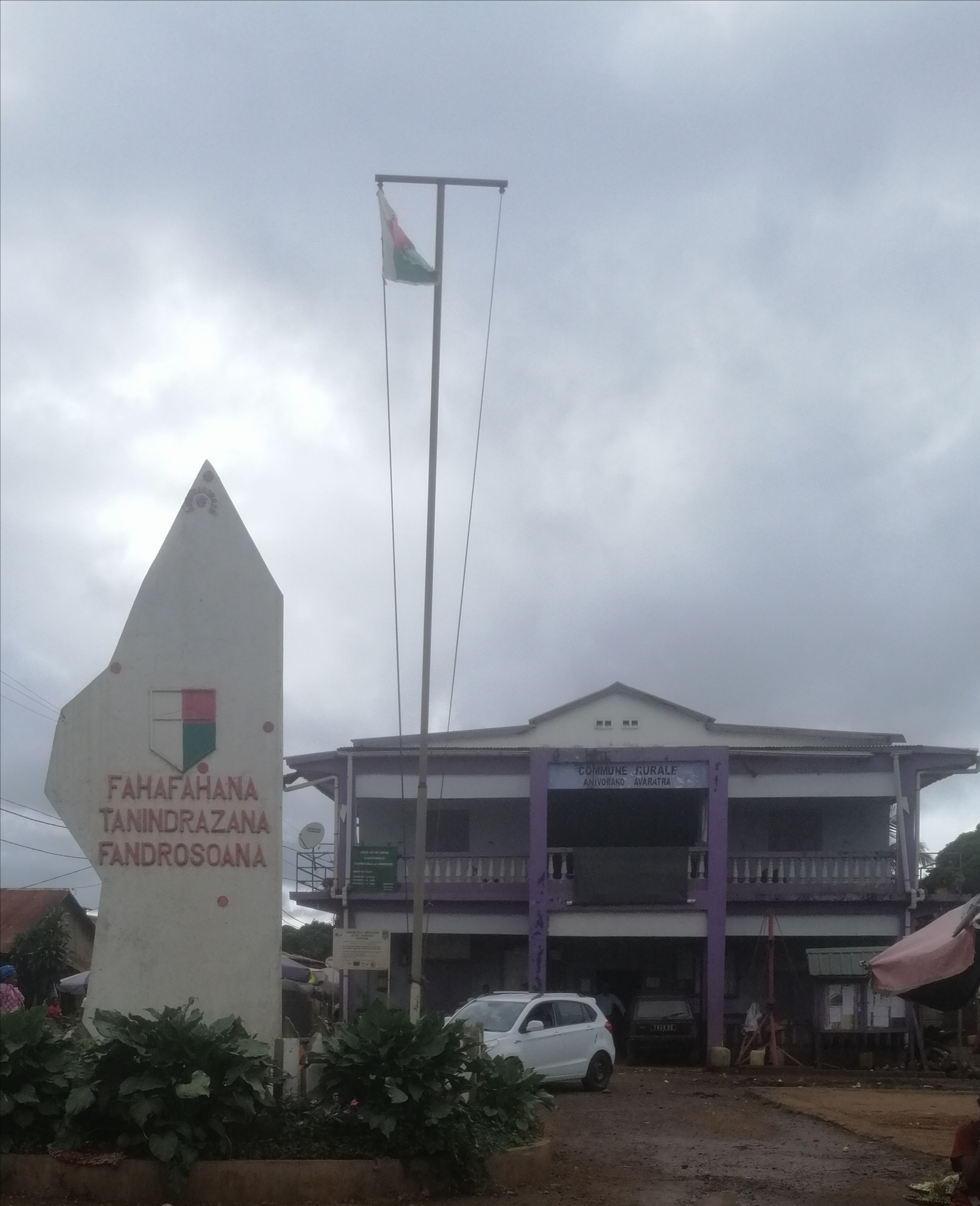
tsangam-bato Anivorano

La Commune d'Anivorano nord est traversée par un fleuve Irodo (Beamalona et Tenanianivorano) et dispose de 2 lacs.

## Histoire
Au XIXe siècle, Ambodimangabe dans la région d'Antanamaresaka, fut le premier village fondé par les Anjoaty, Makoa et les Betsimisaraka.
Mais ce village a été déplacé un peu plus haut au Sud Ouest à cause d'une forte crue. Plus tard, ils ont créé le village d'Ampasimagnila, puis Andemby. Et devient finalement Antanambao qui signifie au-village-nouveau, le premier quartier fut occupé en 1925, année d'implantation de la RN6. À partir de cette année, des groupes Antaimoro, Betsileo et autres arrivent successivement à Anivorano.
En fait Anivorano signifie « au milieu de l'eau », comme le village est entouré de quelques rivières : au Sud Beamalona, au nord Tenanianivorano, à l'Est Irodo, à l'ouest Ampatagnambohitry (lac dans la montagne d'Ambre) et sans oublier le lac sacré Antagnavo à 4 km à l'Est est un site touristique et un lieu de culte des ancêtres.
En fait, Anivorano Nord, est réputé par la légende d'Antagnavo dans laquelle un dieu serait venu dans ce village sous forme de vieillard. Il aurait demandé de l'eau aux habitants, une seule femme lui en a donné. Pour punir la population, il a transformé le village en lac et les habitants en crocodiles, sauf la femme qui lui avait donné de l'eau,.

## Administration
Anivorano Nord est une commune rurale du district d'Antsiranana II, située dans la région de Diana, dans la province de Diego-Suarez. C'est le chef-lieu de la commune rurale Anivorano-Nord. 

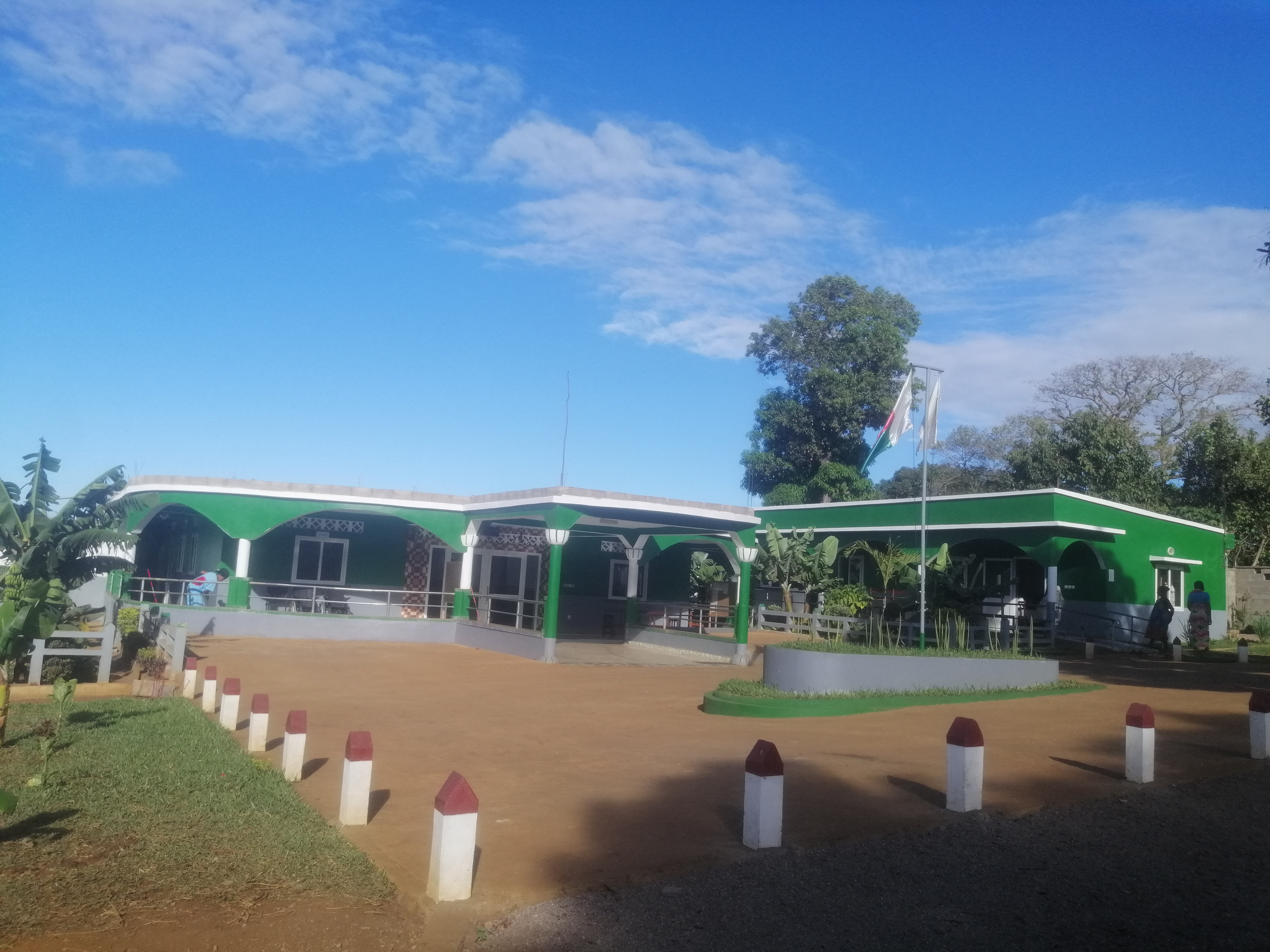
clinique Medico Chirurgical Anivorano

On y trouve un bureau de la mairie, , une station radio locale dérivée de la Radio Nationale de Madagascar, une poste de la Gendarmerie Nationale, une EPP (École Primaire Publique), un CEG (Collège d'enseignement Général ), un lycée mixte et des nombreuses écoles privées.
En 2023, des bâtiments publics y sont installés mais, ils ne sont pas encore opérationnels comme le bureau de la police Nationale, le bureau de la population, et certains sont en cours de construction comme l'hôpital Manarapenitra, le CEG Manarapenitra... 

## Santé
comme elle est la capitale de la commune, elle dispose d'un CSB II (Centre de Santé de Base niveau II). 
En plus, elle a une clinique privée la Clinique Medico Chirurgical Anivorano qui s'occupe de divers soins, elle a une bloc opératoire.

## Économie
Sur le plan économique, l'agriculture est l'activité principale de la population en particulier le riz.
On y trouve toute sorte de riz à savoir : Madame rose, karibo amin'ny sezy, V5, Bengaly morima, tsiporitiky, et beaucoup d'autres encore.
Sur le territoire communal, il y a aussi des arachides, du maïs, du manioc, des oignons, des haricots de toutes sortes, des carottes, chouchoutes, tomates, laitues, choux, betteraves, gingembres, piment, sans oublier les avocats, mangues, bananes, corossol, papaye...
En plus de l'agriculture, l'élevage est pratiqué à Anivorano : l'élevage de volaille, l'élevage bovin, porcin, caprin.
L'activité la plus pratiquée est l'agriculture. 98 % de la population fait des céréales (riz, maïs), 15 % des tubercules (manioc, patate douce), 25 % des légumineuses (haricots, arachide), 70 % fait de l'oignon, tomates et fruits (bananes).
En 2018, les opérateurs téléphoniques Telma, Orange et Airtel y sont présents. Des points de services d'institutions financières y sont également recensés (OTIV DIANA, ACEP, Microcred/Baobab).

## Démographie
La population  compte environ 18447 habitants dont la densité est de 28,98 hab/km2.
Le peuple d'anivorano est composé d'Antakarana et Sakalava qui sont considérés comme des natifs, de Merina, Betsileo, Antemoro, des Comoriens...
à 15 000